# Тёплый Ключ (Свердловская область)
Тёплый Ключ — деревня в Ачитском городском округе Свердловской области. Управляется Каргинским сельским советом.

## География
Населённый пункт располагается на правом берегу реки Уфа в 28 километрах на юго-восток от посёлка городского типа Ачит.

### Часовой пояс
Тёплый Ключ, как и вся Свердловская область, находится в часовой зоне МСК+2. Смещение применяемого времени относительно UTC составляет +5:00.

## Население
| 2002 | 2010 |
| ---- | ---- |
| 0    | →0   |